# Pietro Dallai
Pietro Dallai, né le 3 avril 1947 à Borgo San Lorenzo (Toscane), est un coureur cycliste italien, professionnel de 1970 à 1976.

## Résultats sur les grands tours

### Tour de France
1 participation
- 1975 : abandon (17e étape)

### Tour d'Italie
4 participations
- 1970 : 89e
- 1971 : 62e
- 1972 : 44e
- 1973 : 72e

### Tour d'Espagne
1 participation
- 1972 : 40e